# Cité des arts et des sciences

LHemisfèric

 (avril 2025).
Si vous disposez d'ouvrages ou d'articles de référence ou si vous connaissez des sites web de qualité traitant du thème abordé ici, merci de compléter l'article en donnant les références utiles à sa vérifiabilité et en les liant à la section « Notes et références ».
Pour les articles homonymes, voir Cité des arts et Cité des sciences.

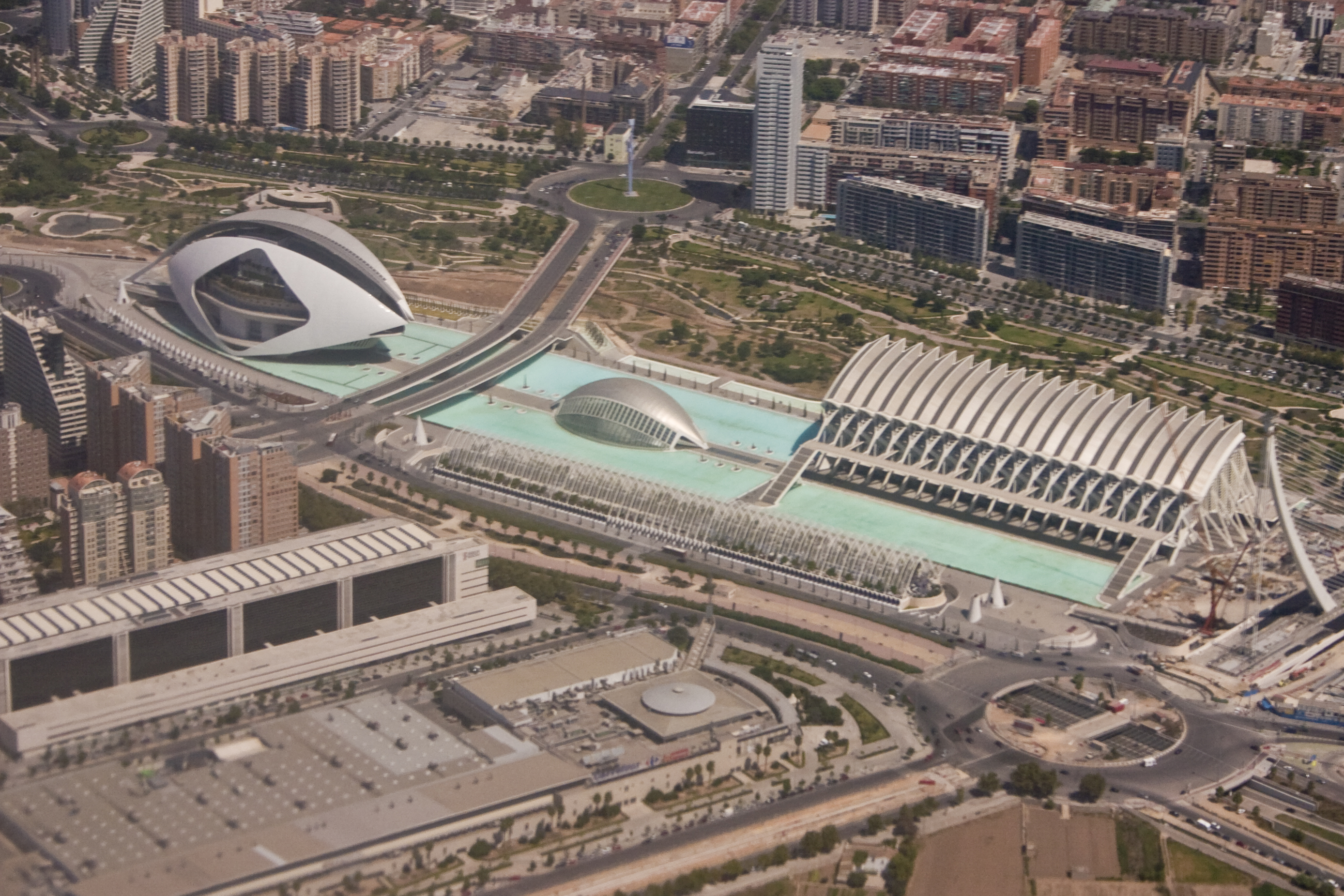
Vue aérienne de la Cité des arts et des sciences. De gauche à droite : le Palais des Arts Reine Sofía, l'Umbracle, l'Hemisfèric, le Musée des sciences Príncipe Felipe, et le Pont de l'Assut de l'Or. L'Oceanogràfic se trouve hors photo, à droite

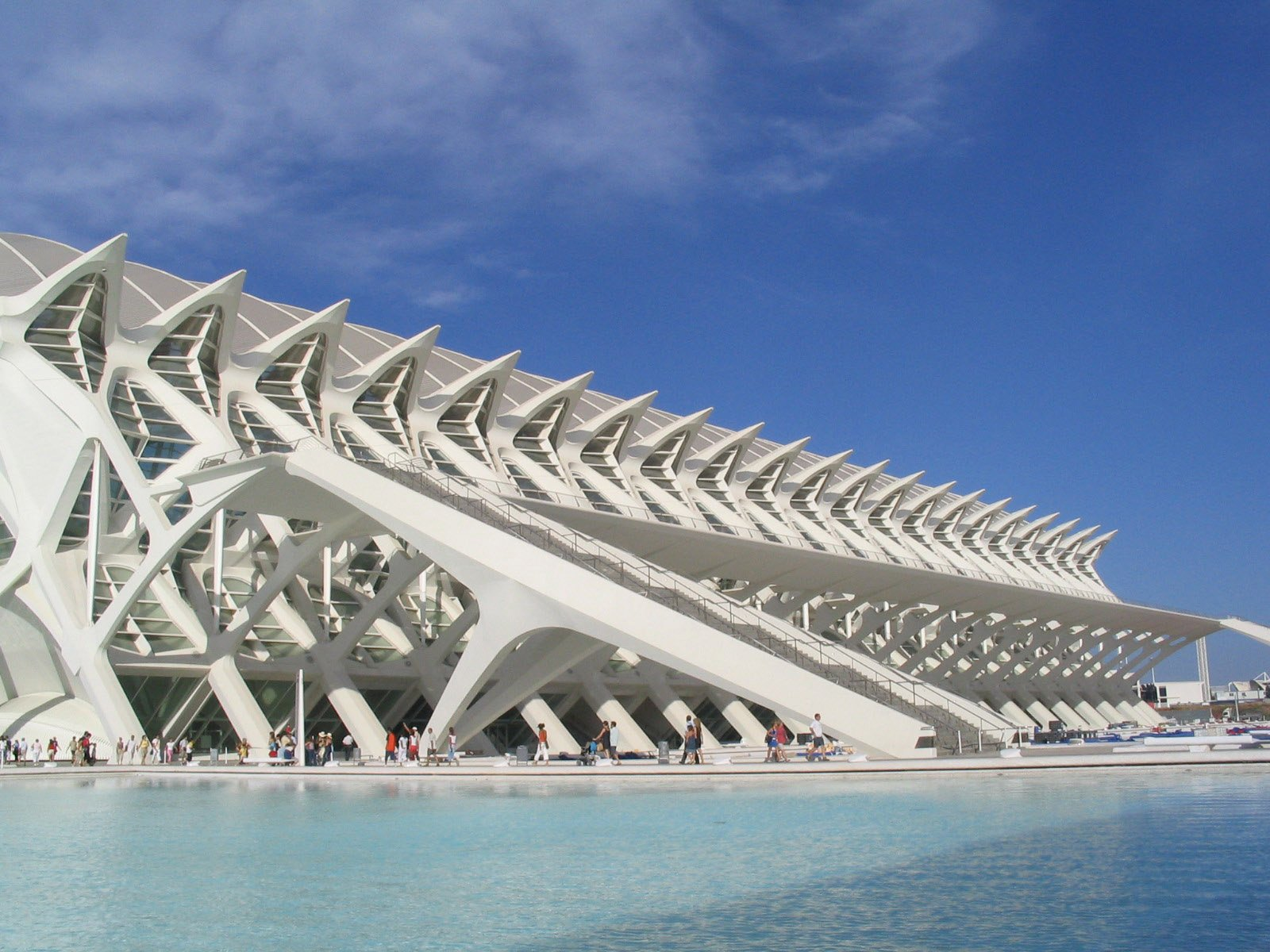
Le musée des sciences Príncipe Felipe

La Cité des arts et des sciences (Ciutat de les Arts i les Ciències en valencien) est un complexe culturel situé à Valence (Espagne). C'est une entreprise publique appartenant à la Généralité valencienne.
Le complexe, dessiné par l'architecte et ingénieur Santiago Calatrava, ainsi que par Félix Candela, fut inauguré le 16 avril 1998 avec l'ouverture de l’Hemisfèric. Le palais des Arts Reina-Sofía fut présenté le 9 octobre 2005, jour de la Communauté valencienne. Le pont de l’Assut de l'Or a été inauguré le 11 décembre 2008. Le dernier élément de la Cité des arts et des sciences, l’Ágora, a été inauguré en novembre 2009.
Après la grande inondation de Valence de 1957, le lit de la rivière Turia traversant Valence a été dévié. Depuis les années 1980, la partie correspondant au centre-ville avait été transformée en jardins et lieux de promenade pour les citadins. L'embouchure de cet ancien lit offre le site de construction contemporain de la cité des sciences. Le complexe s'étend sur une surface de 350 000 m2.

## Éléments
La Cité des arts et des sciences s'organise autour de trois thématiques principales : les arts, les sciences, et la nature. On y trouve les édifices suivants :
- l'Hemisfèric : en forme d'œil. Contient une salle de cinéma IMAX, un planétarium. Dispose d'une superficie d'environ 14 000 m2.
- le musée des sciences Príncipe Felipe: en forme de squelette de dinosaure. C'est un musée interactif de science. Il dispose d'une superficie d'environ 40 000 m2 répartis sur trois étages.
- l'Umbracle : jardin botanique de plus de 17 500 m2 couvert d'arcs flottants d'où l'on peut admirer le complexe. On y retrouve le « Paseo de las Esculturas », une galerie d’art extérieure[1].
- l'Oceanogràfic : océanarium en forme de nénuphar. Œuvre de l'architecte Félix Candela, c'est l'aquarium le plus grand d'Europe avec 110 000 m2 et 42 millions de litres d'eau, pompée depuis la plage de la Malva-Rosa.
- le palais des Arts Reina-Sofía : en forme de bateau. Contient plusieurs salles consacrées aux arts et à la musique.
- le pont de l'Assut de l'Or : pont de 180 m de long passant au-dessus des jardins de la Turia.
- l'Ágora : une place couverte. Le bâtiment, structure métallique de 80 m de haut et occupant une surface de 5 000 m2, a été inauguré en accueillant l'open de tennis de la Communauté valencienne en novembre 2009.

## Galerie

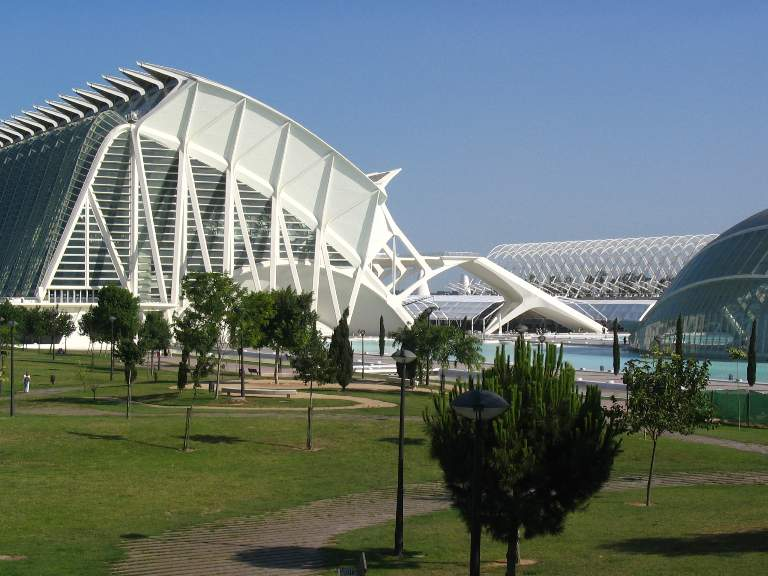
Le musée des sciences Príncipe Felipe
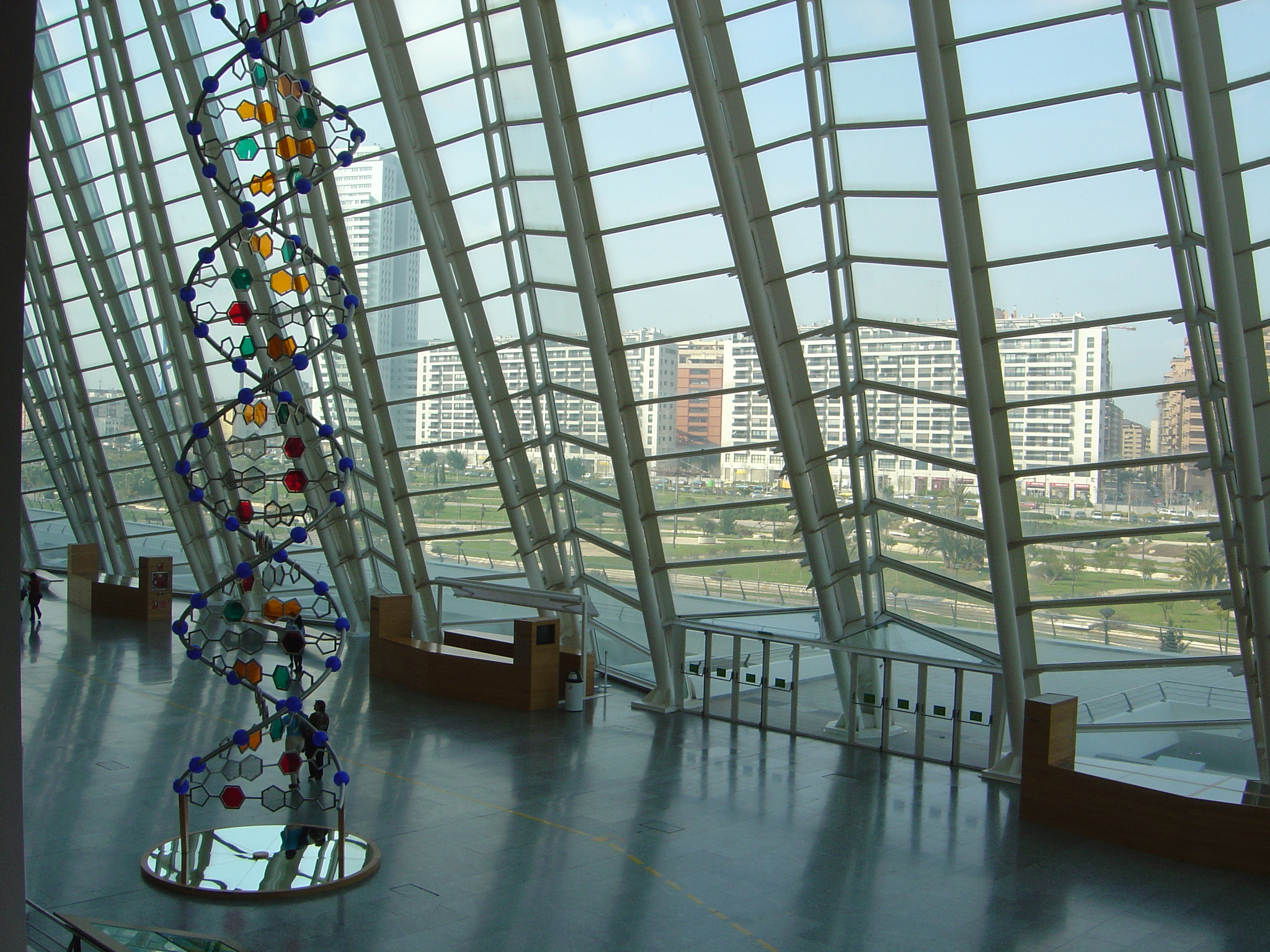
Le musée des sciences Príncipe Felipe
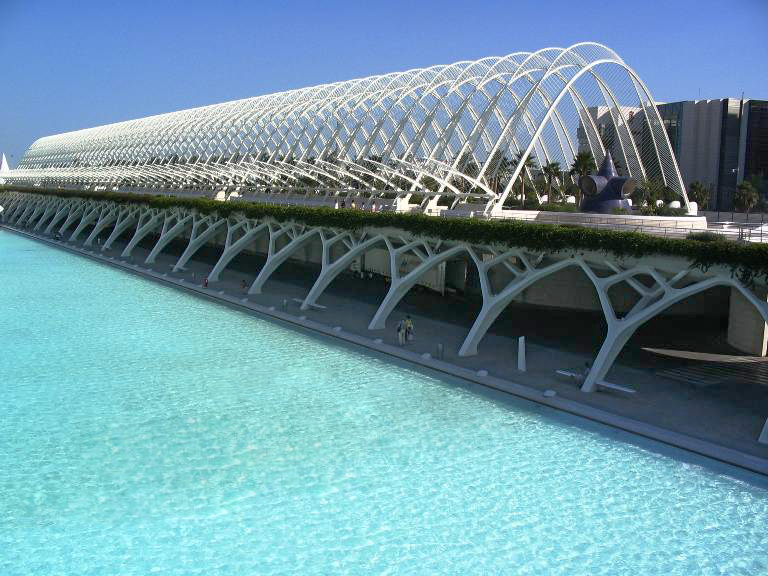
L'Umbracle
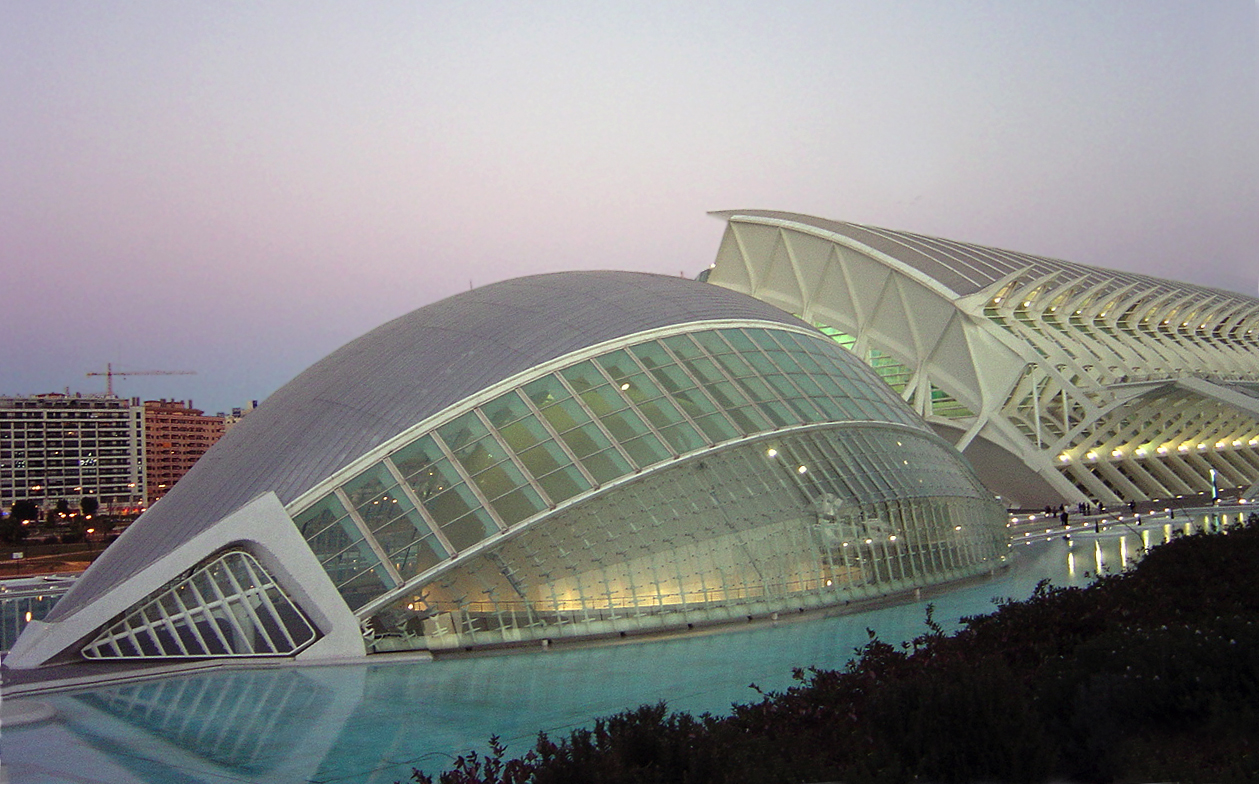
L'Hemisfèric
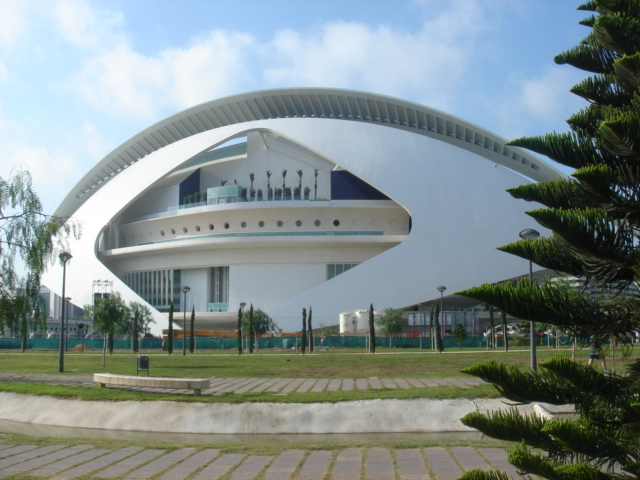
Le palais des Arts Reina Sofía
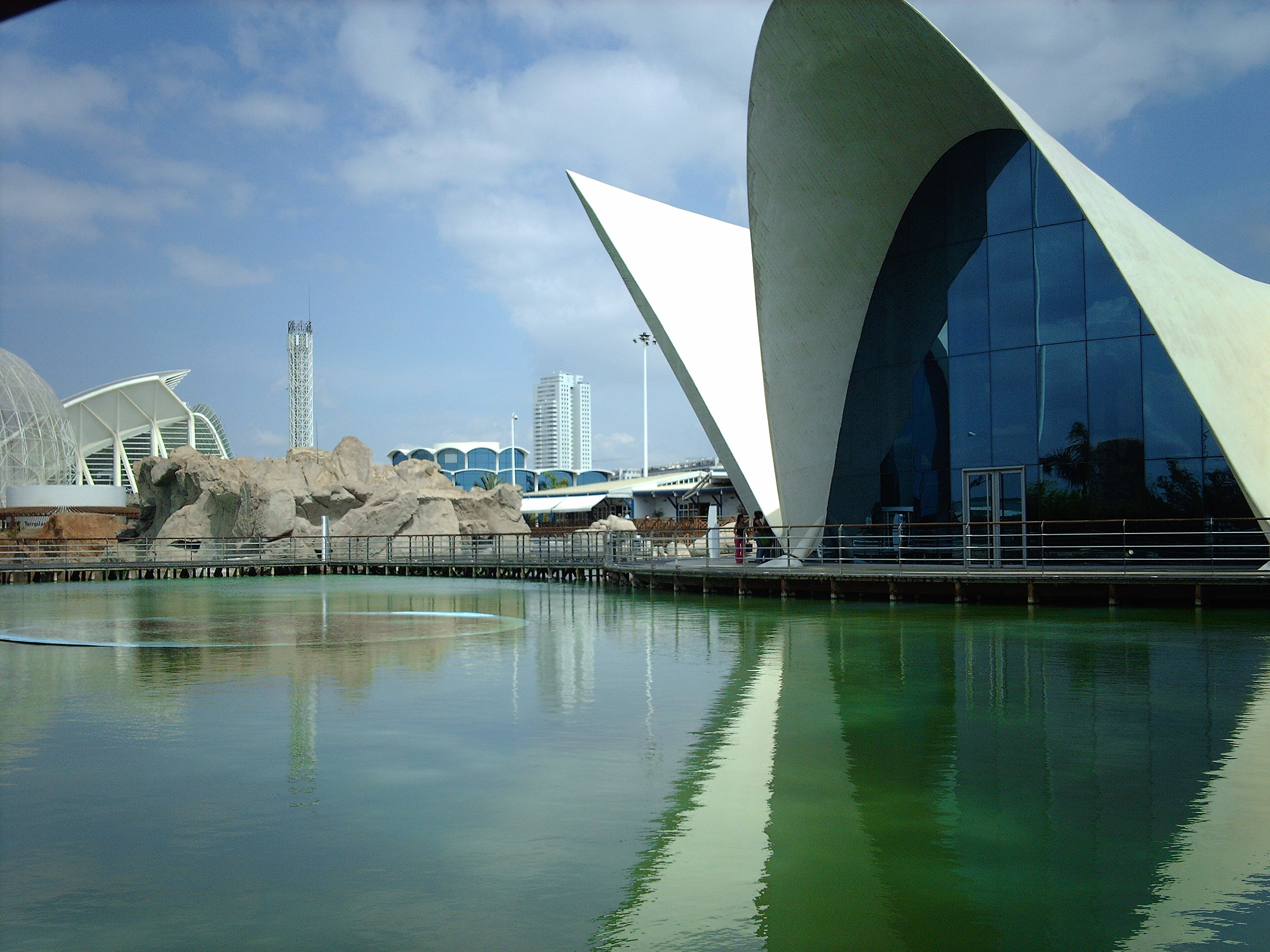
L'Oceanogràfic
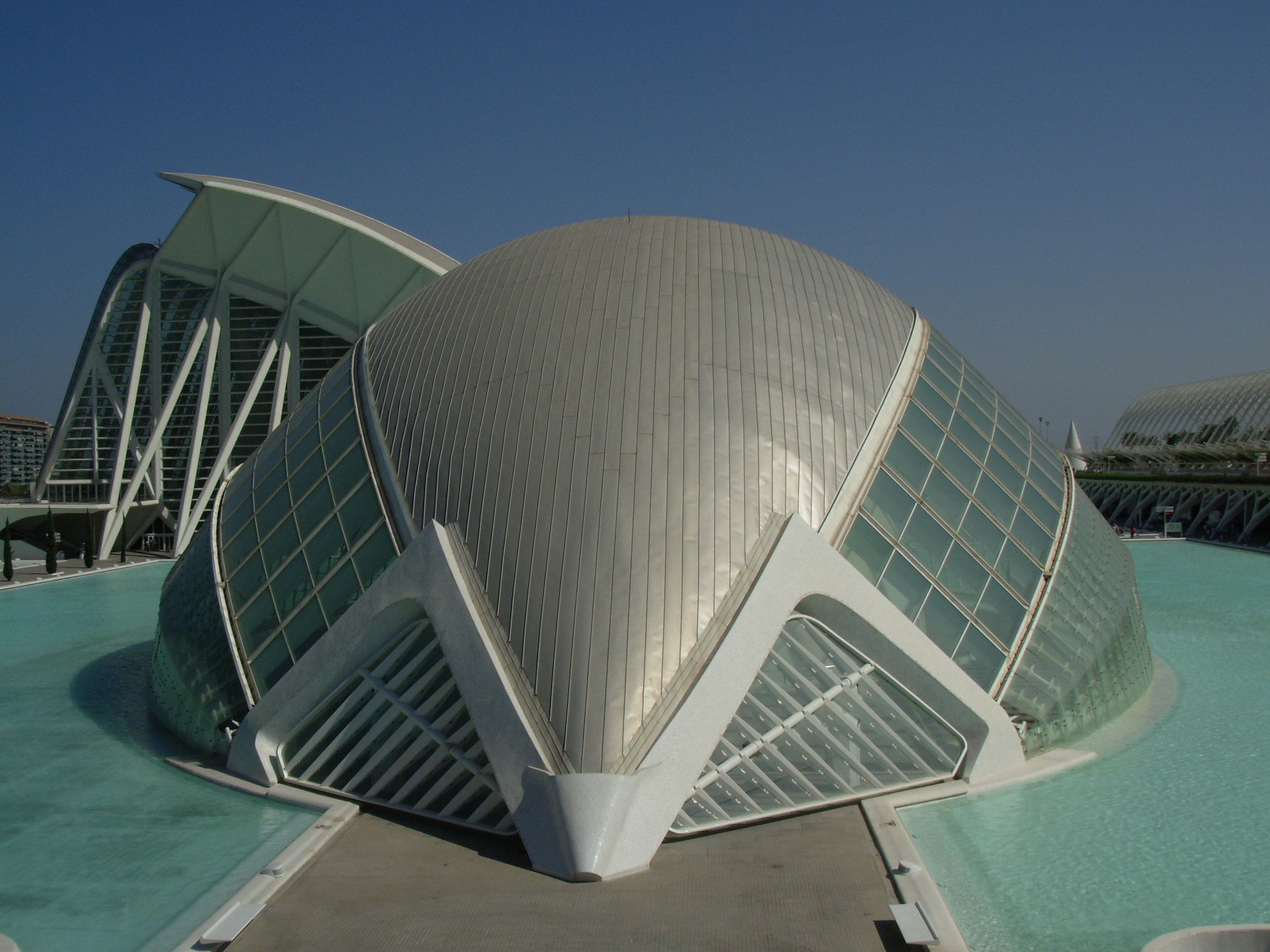
L'Hemisfèric, vu de face
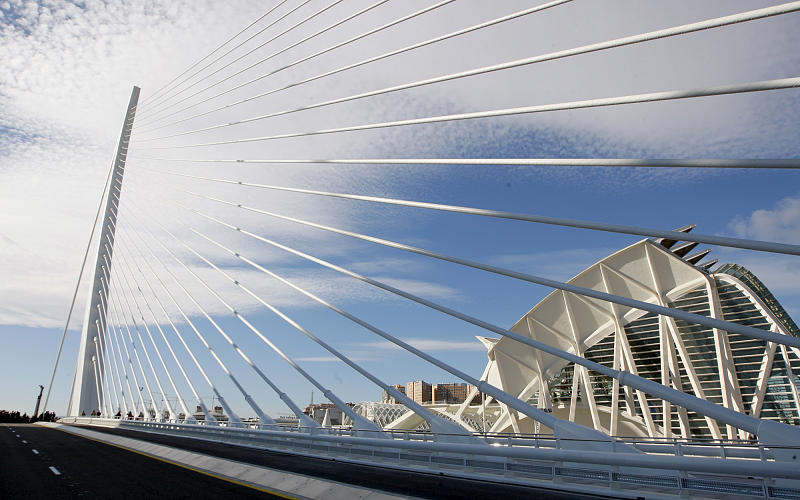
Le pont de l'Assut de l'Or
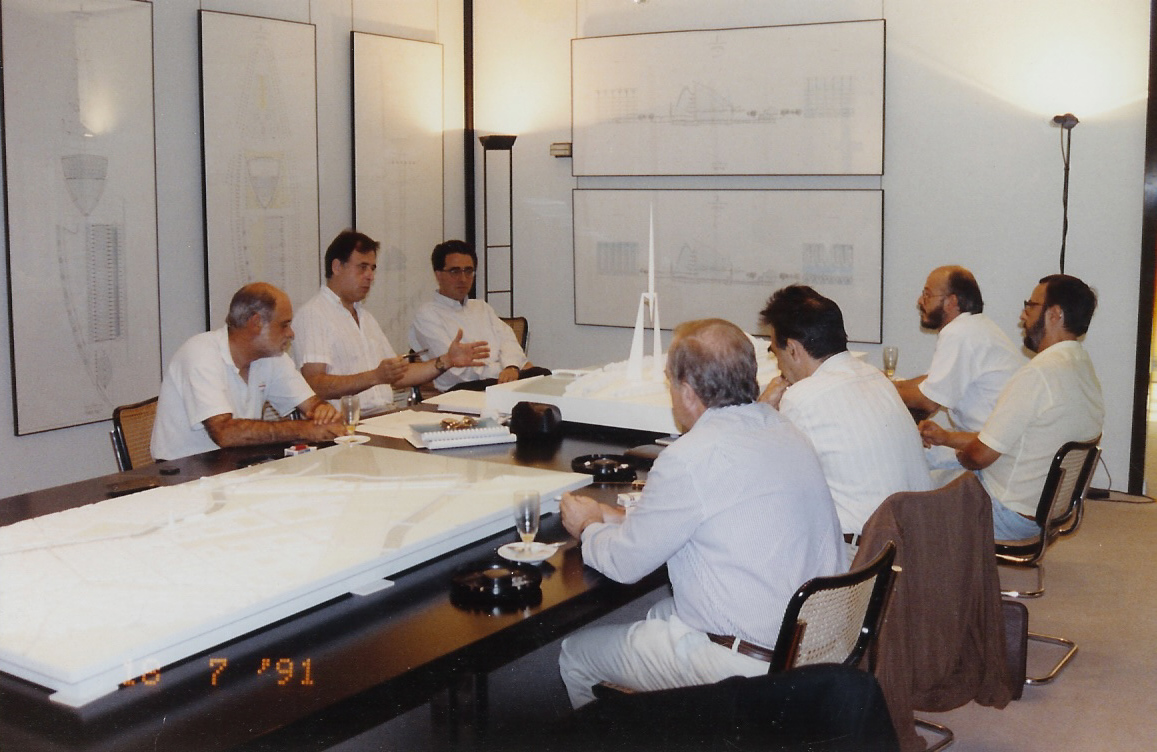
Santiago Calatrava, Antonio Ten Ros et son équipe, avec le modèle comprenant la tour de télécommunication.